# Långträsktjärnen (Jörns socken, Västerbotten)
Långträsktjärnen är en sjö i Skellefteå kommun i Västerbotten och ingår i Byskeälvens huvudavrinningsområde.